# Caiophora mollis
Caiophora mollis är en brännreveväxtart som först beskrevs av August Heinrich Rudolf Grisebach, och fick sitt nu gällande namn av Urban och Gilg. Caiophora mollis ingår i släktet Caiophora och familjen brännreveväxter. Inga underarter finns listade i Catalogue of Life.